# IC 3940
IC 3940 је галаксија у сазвјежђу Ловачки пси која се налази на листи објеката дубоког неба у Индекс каталогу.
Деклинација објекта је + 35° 50' 22" а ректасцензија 12h 58m 16,4s. Привидна величина (магнитуда) објекта IC 3940 износи 14,7 а фотографска магнитуда 15,7. IC 3940 је још познат и под ознакама NPM1G +36.0291, KUG 1255+361, PGC 44429.